# Proshapalopus
Proshapalopus is een geslacht van spinnen uit de familie vogelspinnen (Theraphosidae).

## Soorten
De volgende soorten zijn bij het geslacht ingedeeld:
- Proshapalopus amazonicus Bertani, 2001
- Proshapalopus anomalus Mello-Leitão, 1923
- Proshapalopus multicuspidatus (Mello-Leitão, 1929)